# Bistrica (Fojnica, BiH)
Bistrica je naseljeno mjesto u općini Fojnica, Federacija Bosne i Hercegovine, BiH.

## Zemljopis
Nalazi se blizu glavne prometnice, kod sela Bakovića. Mnogo je starije naselje od Bakovića.

## Povijest
Bistrica je starinom katolički kraj. Biskupske vizitacije bilježe isključivo katoličke kuće.
U Bistrici je bio viganj. Dolaskom austro-ugarske vlasti vignjevi u Fojnici i njezinoj okolici najviše su izrađivali dugačke čavle za nove željeznice.
U prvoj polovici Bistričani su živjeli samo od zemljoradnje i stočarstva. Vlasnik zemlje bio je bogat, tko nije bio vlasnik smatralo ga se siromahom. Do obradivih se površina dolazilo tako što se u šumi oko panjeva opkopa, posije heljda pa se onda pomalo vade panjevi, pali, krči i dr. Krčevine su se protezale skroz do Fratarskih staja. Sijalo se žito (raž, zob, ječam, kukuruz), krumpir, grah, tikva, konoplja. Bistrica je bila izuzetno bogata voćem. Za stočarstvo se kosilo svaka čestica zemlje. Bile su važne raščine koje se kresalo za ovce i koze. Ako nije bilo hrastovine, kresao se grab, breza i trešnja, a kozama se donosilo i jelove grane. Svinjama se kuhala žara, papra, pa čak i list od lijeske. Lovstvo je funkcioniralo postavljanjem zamki, nije bilo lova puškom. Novac se namicao prodajom stoke koju se gonilo na tržnicu u Visoko.
U drugom svjetskom ratu u šumama iznad Bistrice stanovnici su skrivali žito u pećini. Iz tog rata nije se vratilo 13 Bistričana, ali selo nije doživjelo paljevinu.
Šume su ovdje izobilne i u mnoge predjele dugo nije kročila ljudska noga. Iz toponima se vidi da su ondje nekada bile prave prašume. Nakon Drugog svjetskog rata osnovano je poduzeće "Inač", koje je držalo šumska područja Garež i Dugo Brdo. Bavilo se eksploatiranjem drvne građe. Zahvaljujući šumarskim potrebama Bistrica je izašla iz prometne izolacije. Premda je bila blizu glavne prometnice, sve do 1969. do nje se moglo doći, izuzev lošom strmom stazom kojom su mogli prolaziti samo pješaci, jače zaprege i samarice. Te godine poduzeće Šumarstvo trasiralo je put radi eksploatiranja šume.
Još u jugoslavenskim vremenima pojedini mlađi ljudi su počeli kupovati zemljišta i graditi kuće u MZ Bakovići, kako bi bili bliže prometnicama. 
1980-ih je Bistrica dobila zvonik sa zvonom, do danas simbolom tog mjesta, kojega je donirao mještanina Marjan Miličević, u to vrijeme poduzetnik u poslu s konjskom zapregom pri transportu šumske građe. Začudo je zvono, u građanskom hrvatsko-bošnjačkom ratu ostalo netaknuto, dok je selo Bistrica devastirano u cijelosti.
Građanski rat 1993. između Hrvata i Bošnjaka-muslimana bio je poguban po Bistricu. Ubrzo je proces iseljavanja i za dugo vremena promijenio sliku Bistrice. U ratu su na ovom dijelu bojišta snage Armije BiH bile brojčano nadmoćnije te su potisnule HVO-a na drugu stranu gvožđanske doline gdje su se tada postrojbe HVO uspostavili crtu obrane. U takvim ratnim okolnostima Bistrica je bila nebranjena, te su je muslimanski ekstremisti spalili do temelja.
Poslije rata je, igrom slučaja ili namjerno, izostao proces obnove spaljenih i porušenih hrvatskih naselja i objekta na općini Fojnica, tako da je i Bistrica na žalost bila dio tog scenarija. Još dok su bili u prognanstvu, dio predratnih stanovnika odlučio je odseliti u Hrvatsku ili dalje, a drugi mještani su svoje domove odlučili izgraditi u MZ Bakovići, tako da je Bistrica, unatoč par obnovljenih kuća i poneki vikend objekt, ostala pusta kao i mnoga druga naselja.
Danas je bez stanovnika, ali vodi se briga o izgledu groblja. Akcijom mještana 2009. je uspješno okončan je projekat izgradnje ograde oko groblja i nove kapelice. Nadu za oživljavanje sela daje inicijativa o asfaltiranju dionice puta za vikend naselje na Zec planini, koja prometuje upravo do Bistrice, no zbog stanja u državi BiH mala je vjerojatnost skorog ostvarenja tog cilja.

## Stanovništvo

### 1991.
Nacionalni sastav stanovništva 1991. godine, bio je sljedeći:
ukupno: 155
- Hrvati - 152
- Jugoslaveni - 3

### 2013.
Nacionalni sastav stanovništva 2013. godine, bio je sljedeći:
ukupno: 16
- Hrvati - 15
- Bošnjaci - 1

## Vanjske poveznice
- Satelitska snimka  Arhivirana inačica izvorne stranice od 14. veljače 2021. (Wayback Machine)